# 卡羅爾鎮區 (密蘇里州普拉特縣)
卡羅爾鎮區（英語：Carroll Township）是位於美國密蘇里州普拉特縣的一個行政鎮區。

## 地方資料
卡羅爾鎮區的面積為190.39平方千米，當中陸地面積為188.41平方千米，而水域面積為1.98平方千米。根據2020年美國人口普查的數據，當地共有人口17959人，而人口密度為每平方千米94.33人。